# Palmarès del Ballspielverein Borussia 09 Dortmund
Il Ballspielverein Borussia 09 e.V. Dortmund, meglio noto come Borussia Dortmund o con la sigla BVB, è una società polisportiva tedesca con sede nella città di Dortmund. È nota soprattutto per la sua sezione calcistica.
Fondato nel 1909 per iniziativa di diciannove calciatori di Dortmund, è uno dei club calcistici tedeschi più titolati, avendo vinto una Coppa delle Coppe (nel 1965-1966), una UEFA Champions League (nel 1996-1997) e una Coppa Intercontinentale (nel 1997) e in campo nazionale otto titoli nazionali, cinque Coppe di Germania e sei Supercoppe di Germania. Grazie alla vittoria del 1966 in Coppa delle Coppe divenne il primo club tedesco a sollevare un trofeo internazionale ed è una delle squadre che hanno disputato almeno una finale nelle principali competizioni europee (Coppa dei Campioni/Champions League, Coppa delle Coppe, Coppa UEFA/Europa League).

## Competizioni nazionali
19 trofei
- Campionato tedesco: 8

1955-1956, 1956-1957, 1962-1963, 1994-1995, 1995-1996, 2001-2002, 2010-2011, 2011-2012
- Coppa di Germania: 5

1964-1965, 1988-1989, 2011-2012, 2016-2017, 2020-2021
- Supercoppa di Germania: 6

1989, 1995, 1996, 2013, 2014, 2019

## Competizioni internazionali
3 trofei
- Coppa delle Coppe: 1  (record tedesco a pari merito con Amburgo, Bayern Monaco, Werder Brema e Magdeburgo)

1965-1966
- UEFA Champions League: 1

1996-1997
- Coppa Intercontinentale: 1

1997

## Competizioni regionali
- Oberliga West: 6

1948, 1949, 1950, 1953, 1956, 1957

## Competizioni giovanili
- Under-19 Bundesliga: 9

1993-1994, 1994-1995, 1995-1996, 1996-1997, 1997-1998, 2015-2016, 2016-2017, 2018-2019, 2021-2022
- Under-17 Bundesliga: 8

1983–1984, 1992–1993, 1995–1996, 1997–1998, 2013-2014, 2014-2015, 2017-2018, 2023-2024
- Blue Stars/FIFA Youth Cup: 1

1973
- Torneo Internazionale Maggioni-Righi: 2

1993, 2009

## Altri piazzamenti
- Campionato tedesco:

Secondo posto: 1948-1949, 1960-1961, 1965-1966, 1991-1992, 2012-2013, 2013-2014, 2015-2016, 2018-2019, 2019-2020, 2021-2022, 2022-2023
Terzo posto: 1964-1965, 1966-1967, 1996-1997, 2000-2001, 2002-2003, 2016-2017, 2020-2021
- Coppa di Germania:

Finalista: 1962-1963, 2007-2008, 2013-2014, 2014-2015, 2015-2016
Semifinalista: 1967-1968, 1974-1975, 1979-1980, 1982-1983, 1985-1986
- Coppa di Lega tedesca:

Finalista: 2003
Semifinalista: 1997, 1999, 2001, 2002
- Supercoppa di Germania:

Finalista: 2011, 2012, 2016, 2017, 2020, 2021
- 2. Fußball-Bundesliga:

Secondo posto: 1975-1976 (girone Nord)
- Supercoppa UEFA:

Finalista: 1997
- UEFA Champions League:

Finalista: 2012-2013, 2023-2024
Semifinalista: 1963-1964, 1997-1998
- Coppa UEFA:

Finalista: 1992-1993, 2001-2002
Semifinalista: 1994-1995